# Pseudoselago burmannii
Pseudoselago burmannii är en flenörtsväxtart som först beskrevs av Jacques Denys Denis Choisy, och fick sitt nu gällande namn av O.M. Hilliard. Pseudoselago burmannii ingår i släktet Pseudoselago och familjen flenörtsväxter. Inga underarter finns listade i Catalogue of Life.